# فيرنر كاغي
فيرنر كاغي (بالإنجليزية: Werner Kaegi)‏  (و. 1901 – 1979 م) هو كاتب، ومؤرخ، وأستاذ جامعي، وكاتب غير روائي سويسري، ولد في أوتفيل أم زي، وكان عضوًا في الأكاديمية الملكية الهولندية للفنون والعلوم، توفي في بازل، عن عمر يناهز 78 عاماً.

## جوائز
حصل على جوائز منها:
- جائزة إيراسموس (1977)
- جائزة جوتفريد كيللر [الإنجليزية]‏ (1954).

## روابط خارجية
- فيرنر كاغي على موقع مونزينجر (الألمانية)